# 九龍巴士272P線
九龍巴士272P線是香港的一條繁忙時間巴士路線，來往大埔（富亨）及葵興站，取道青沙公路往返，途經大埔墟、白石角、香港科學園、長沙灣、美孚及葵芳，只於平日繁忙時間提供服務。

## 歷史
- 1995年5月1日：本線開辦，提供富亨邨、富善邨、大埔中心、運頭塘邨及廣福往長沙灣的晨早巴士服務，只在平日上午於富亨開出一班。本線最獨特之處，莫過於行經吐露港公路後，便取道大埔公路（大圍至呈祥道段）往市區而中途不停站，這曾是唯一一條新界東特快線有這樣的安排。由於在非繁忙時間往返大埔和深水埗區的需求一直不大，故此本線只在平日早上提供單向服務，而欲全日來往大埔和深水埗區，則一般只能乘坐72線。
- 2015年1月10日：正式更改路線，延長至葵興站，改經創新路（白石角、香港科學園）及青沙公路，成為大埔區首條途經青沙公路的常規專營巴士路線，並停靠青沙公路轉車站以方便乘客轉乘其他巴士路線[2]。
- 2015年3月21日：增設到站時間預報[3]。
- 2020年11月30日：增加馬料水公眾碼頭和創新路分站[4][5]。
- 2021年8月23日：272P加強服務及增設回程班次；並增設去程及回程的分段收費。[6] [7]
- 2024年8月26日：新增於星期一至六繁忙時間來往富蝶邨及葵興站的特別班次。[8]
- 2025年4月22日：加強富蝶邨特別班次服務，星期一至五由富蝶及葵興站開出之班次各增至三班，星期六由富蝶及葵興站開出之班次各增至兩班。[9]

## 服務時間及班次
常規班次
- 星期一至六：
  - 富亨開：07:10、07:30、17:45
  - 葵興站開：07:50、18:05

特別班次
- 富蝶開：
  - 星期一至五:06:45、07:15、07:45
  - 星期六:06:45、07:15
- 葵興站開
  - 星期一至五:17:25、17:45、18:25
  - 星期六:17:25、17:45

所有班次星期日及公眾假期不設服務

## 收費
全程：$12.5
- 碧海藍天往葵興站：$7.4
- 廣福邨往富亨（常規班次)／富蝶（特別班次)：$5.4

| - 本線設有12歲以下小童及65歲或以上長者半價優惠。 - 65歲或以上香港居民使用「樂悠咭」，以及12歲以下合資格殘疾兒童使用「殘疾人士身份」個人八達通繳付車資，均可享有每程$2.0或半價（以較低者為準）的票價優惠；12至64歲合資格殘疾人士使用「殘疾人士身份」個人八達通（包括「樂悠咭」），以及60至64歲香港居民使用「樂悠咭」繳付車資，均可享有每程$2.0或全費（以較低者為準）的票價優惠。 - 65歲或以上長者如使用長者或一般個人八達通繳付車資，則只可享有半價優惠；12至64歲合資格殘疾人士如不使用「殘疾人士身份」個人八達通，以及60至64歲人士如不使用「樂悠咭」繳付車資，必須繳付全費。 - 乘客可以現金或八達通於上車時付款，不設找續。 - 每位成人乘客可免費攜帶最多兩名4歲以下而不佔座位的兒童乘客乘車，超額之4歲以下小童必須繳付小童車費乘車。 - 持有「九巴月票」之乘客在車票有效期內，每日可享最多10程任何九龍巴士及龍運巴士路線（包括本路線，以及聯營路線的九龍巴士／龍運巴士提供的班次；惟乘搭機場「A」及「NA」線則可享原價二七折優惠（不會計算每天10次合資格車程））；而B1線則每日可享最多各2程（不會計算每天10次合資格車程）。 - 九龍巴士、城巴、龍運巴士及陽光巴士全職員工及家屬（不包括外判職員）可免費乘搭本路線，惟必須拍職員或職員家屬八達通。 - 乘客亦可透過多元化電子支付系統（e度嘟）繳付車資，包括使用非接觸式VISA卡、JCB卡、萬事達卡、銀聯卡、美國運通、大來國際、Discover Card、Apple Pay、Google Pay、Samsung Pay、AlipayHK「易乘碼」、支付寶、WeChatHK／微信支付「搭車碼」、銀聯雲閃付「乘車碼」及BOC Pay「乘車碼」。乘客使用此付款方式，使用此支付方式的乘客可享有中途下車之分段收費，以及與其他九巴／龍運獨營路線或聯營線九巴／龍運班次之轉乘優惠，惟不適用於與非九巴／龍運路線之轉乘優惠，亦不能享有「公共交通費用補貼計劃」及「長者及合資格殘疾人士公共交通票價優惠計劃」。 |

### 八達通轉乘優惠
乘客登上本線後150分鐘內以同一張八達通卡轉乘以下路線，或從以下路線登車後150分鐘內以同一張八達通卡轉乘本線，次程可獲車資折扣優惠：
- 272P往葵興站 → 38B往海濱花園、240X往葵興站、249X往青衣站、272X往旺角東站、280X往尖沙咀、286C往長沙灣、286P往荔枝角站、286X往深水埗、287P往旺角或287X往佐敦，次程車資全免
- 272P往葵興站 → 270B往奧運站、270D往深水埗、270P九龍站或272E往柏景灣，回贈首程車資
- 270B往奧運站、270D往深水埗、270P九龍站或272E往柏景灣 → 272P往葵興站，次程車資全免
- 38B往海濱花園、240X往葵興站、249X往青衣站、272X往旺角東站、280X往尖沙咀、286C往長沙灣、286P往荔枝角站、286X往深水埗、287P往旺角或287X往佐敦 → 272P往葵興站，回贈首程車資
- 272P往富亨 → 38B往碩門邨、240X往黃泥頭、249X往博康、271X往富亨、272X往大埔中心、280X往穗禾苑、286C往利安、286X往顯徑、287D往錦英苑或287X往水泉澳，次程車資全免
- 272E往富亨 → 270B往上水、271X往富亨或272E往太和，回贈首程車資
- 270B往上水、271X往富亨或272E往太和 → 272E往富亨，次程車資全免
- 38B往碩門邨、240X往黃泥頭、249X往博康、272P往富亨、272X往大埔中心、280X往穗禾苑、286C往利安、286X往顯徑、287D往錦英苑或287X往水泉澳 → 272E往富亨，回贈首程車資

## 用車
本線由271線及276A線抽調亞歷山大丹尼士Enviro 500 MMC 12米（ATENU）車輛行走。

## 途經街道
常規班次
富亨開經：頌雅路、南運路、安埔路、富善邨巴士總站、安埔路、大埔中心巴士總站、安慈路、安祥路、寶鄉橋、寶鄉街、廣福道、運頭街、南運路、大埔公路—元州仔段、吐露港公路、創新路、科學園路、瑞祥街、吐露港公路、大埔公路－沙田段、青沙公路（大圍隧道、沙田嶺隧道、尖山隧道）、荔寶路、連翔道、興華街西、興華街、荔枝角道、大南西街、長沙灣道、荔枝角道、葵涌道、葵富路、興芳路及葵興站通道。
葵興站開經：葵興站通道、興芳路、葵益路、葵涌道、長沙灣道、荔枝角道、大南西街、長沙灣道、青山道、青沙公路（尖山隧道、沙田嶺隧道、大圍隧道）、大埔公路－沙田段、吐露港公路、澤祥街、科學園路、創新路、吐露港公路、大埔公路－元洲仔段、南運路、運頭街、鄉事會街、寶鄉街、安祥路、安慈路、大埔中心巴士總站、安埔路、汀角路及頌雅路。
特別班次
富蝶開經：彩蝶街、全安路、頌雅路、南運路、安埔路、大埔中心巴士總站、安慈路、安祥路、寶鄉橋、寶鄉街、廣福道、大埔公路—元州仔段、吐露港公路、創新路、科學園路、瑞祥街、吐露港公路、大埔公路－沙田段、青沙公路（大圍隧道、沙田嶺隧道、尖山隧道）、荔寶路、連翔道、興華街西、興華街、荔枝角道、大南西街、長沙灣道、荔枝角道、葵涌道、葵富路、興芳路及葵興站通道。

葵興站開經：葵興站通道、興芳路、葵益路、葵涌道、長沙灣道、荔枝角道、大南西街、長沙灣道、青山道、青沙公路（尖山隧道、沙田嶺隧道、大圍隧道）、大埔公路－沙田段、吐露港公路、澤祥街、科學園路、創新路、吐露港公路、大埔公路－元洲仔段、廣福道、寶鄉街、寶鄉橋、安祥路、安慈路、大埔中心總站、安埔路、南運路、頌雅路、全安路及彩蝶街。
各班次之具體停站請參考資訊框

## 外部連結
- 九巴272P線官方網站路線資料 （页面存档备份，存于）
- KMB Air-conditioned Express Route 九巴空調特快線 - 272P （页面存档备份，存于）
- 香港巴士大典上的相关条目：九巴272P線